# Baelen
För kommunen i provinsen Antwerpen se Balen, Belgien.
Baelen är en kommun i Belgien.   Den ligger i provinsen Liège och regionen Vallonien, i den östra delen av landet, 120 kilometer öster om huvudstaden Bryssel. Antalet invånare är 4 211.
I omgivningarna runt Baelen växer i huvudsak blandskog. Runt Baelen är det ganska glesbefolkat, med 47 invånare per kvadratkilometer.